# 손정아
손정아(孫貞娥, 1950년 9월 16일 ~ )는 대한민국의 성우이다. 원래는 1970년 DBS 5기로 입사했는데, 언론통폐합으로 인해 현재는 한국방송 성우극회 12기로 분류된다. 

## 출연 작품

### 애니메이션/방송
- Yes! 프리큐어5 GoGo! (챔프) - 고깔망구
- 아기공룡 둘리(KBS) - 도우너
- 미래소년 코난(KBS) - 코난
- 마스크맨(KBS) - 바이크맨 / 밤톨맨
- 두근두근 비밀친구(SBS) - 이싸
- 섀도우파이터(MBC) - 케이 / K
- 피너츠 (VIDEO) - 라이너스 반 펠트
- 블리치(투니버스) - 우노하나 레츠
- 디지몬 어드벤처(KBS) - 매튜, 팔몬, 니드몬, 릴리몬
- 디지몬 어드벤처 02(KBS) - 아르마딜로몬, 매튜, 팔몬, 니드몬, 릴리몬
- 스피드왕 번개(SBS)
- 강철의 연금술사(애니원) -에드워드 엘릭
  - 강철의 연금술사 리메이크(BROTHERHOOD)(애니박스) - 에드워드 엘릭
- 강철의 연금술사 극장판(애니원) - 에드워드 엘릭
- 마법전사 캐롯(투니버스)
- 수호요정 미셸(KBS) - 미셸
- 은하전설 테라 - 우아리
- 이상한 나라의 폴(SBS) - 버섯돌이
- 클램프 학원 탐정단(투니버스) - 진수하
- 바람의 검심 - 묘진 야히코
- 우주삼총사(KBS)
- 우주선장 율리시즈(KBS)
- 태극천자문(KBS) - 라이
- 하울의 움직이는 성(MOVIE) -소피
- 게드전기(MOVIE)
- 파워퀀텀맨(KBS) - 남궁시현
- 천하무적 오보트(SBS) - 오노
- 신세기 사이버 포뮬러(SBS, 투니버스) - 최지나, 앙리 크레이토
- 지구는 초록별(KBS) - 코린
- 밀림의 왕자 레오(KBS) - 레오
- 뚝딱박사 핌(KBS) - 에디슨
- 꼬마탐정 가제트(SBS) - 가제트
- 크러시기어(KBS) - 강혁 / 한동치 엄마
- 출동! 바이오 용사(KBS) - 마미 원(헬렌 베네트, 엄마)
- 꼬마 자동차 붕붕(KBS) - 붕붕
- 꼬마 자동차 붕붕(VIDEO) - 붕붕
- 왈가닥 작은 아씨(KBS) - 죠
- 아쿠아키즈(SBS) - 얀
- 테니스의 왕자(SBS) - 류시우
- 아쥐르와 아스마르(KBS) - 자난 부인
- 크리스탈요정 지스쿼드(SBS) - 태오
- 울트라 탐험대(SBS) - 번개
- 그레이트 마징가(KBS)
- 녹색나라 삐삐의 모험(MBC)
- 파워마스크(KBS)
- 고깔모자 삼총사(KBS) - 필
- 뿡야뿡야 왕바우(애니원) - 몽구
- 마탐정 로키 라그나로크(애니원) - 로키
- 유리함대(애니맥스) - 미셸
- 베이브 마이 러브(애니맥스) - 카타쿠라 사츠키 / 킷페이의 할머니 / 캔
- 건담 0080 주머니 속 전쟁 OVA(애니박스) - 알
- 언제나 나의 산타(애니박스) - 노엘 선생님
- 블랙잭 극장판 - 두 명의 검은 의사(애니박스) - 피노코
- 다카하시 루미코 극장 - 인어의 숲(애니원) - 마나
- 디어 브라더(투니버스) - 우미경
- 엄마는 4학년(투니버스) - 한새 / 미래의 한수정
- 인어공주 나나(KBS)
- 천계왕자 칭칭(재능TV) - 칭칭 왕자
- 마계도시(VIDEO) - 소년
- 택틱스(애니맥스) - 칸타로
- 꼬마여신 카린(카툰네트워크) - 카즈네
- GTO(투니버스) - 이사장 / 나나코 엄마 / 사에코 / 후지모리 / 와카마츠
- 사무라이 참프루(투니버스) - 여자1
- 꽃보다 남자(투니버스) - 권세형 엄마
- 무적용사 사자왕(투니버스) - 오토
- 에스카플로네(SBS) - 디란두
- 바다의 전설 장보고(KBS) - 젠
- KBS 무대 10년(백암리의 새해)(KBS 제2라디오)
- KBS 무대 10년(어느 멋진 날)(KBS 제2라디오)
- KBS 무대 10년(여자의 쪽배)(KBS 제2라디오)
- KBS 무대 10년(홍어)(KBS 제2라디오)
- KBS 무대 10년(반달 송편)(KBS 제2라디오)
- 울트라 키즈짱(챔프) - 마하
- 곰돌이와 숲 속 친구들(EBS) - 곰돌이
- 꼬마유령 사총사(EBS) - 벼리
- 소피는 말썽꾸러기(EBS) - 폴
- 수학탐험대(EBS) - 샘 / 애비
- 유령성의 오싹오싹 이야기(EBS) - 카밀
- 잠의 요정 나일러스(EBS) - 토드
- 미래의 미라이 - 할머니
- 메이의 새빨간 비밀 - 할머니
- 신비아파트 고스트볼 더블X: 수상한 의뢰(투니버스) - 할머니 포자귀

### 게임
- 파랜드택틱스5 - 애디

### 외화

#### 전담배우
- 시고니 위버
  - 고스트 버스터즈 2 (KBS) - 데이나
  - 에일리언 (KBS, SBS) - 리플리
    - 에일리언 2 (KBS, SBS) - 리플리
    - 에일리언 3 (KBS, SBS) - 리플리
    - 에일리언 4 (KBS) - 리플리

  - 위험한 거래 (KBS) - 캐더린 드보트
  - 진실 (SBS) - 파올리나 에스코바
  - 카피캣 (MBC) - 허드슨
- 헬렌 미렌
  - 모스키토 코스트 (KBS) - 엄마
  - 백야 (KBS) - 갈리나
  - 칼의 고백 (KBS) - 마르첼라
- 캐시 베이츠
  - 어바웃 슈미트 (KBS) - 로버타
  - 우리들만의 집 (KBS) - 프란시스
  - 타이타닉 (KBS) - 몰리

#### 드라마
- 경감 메그레(KBS) - 메그레 부인(루시 코후)
- 나노인간 제이크 (KBS) - 루 (주디스 스콧)
- 닥터 지마스 (텔레노벨라) - 마르가리다 (니베아 마리아)
- 닥터 후 (KBS) - 리버 (알렉스 킹스턴)
- 마담 퐁파두르 (EBS) - 왕비
- 블루문 특급 (KBS)
- 사랑의 마을 에버우드 (EBS) - 에드나 에보트 하퍼 (데브라 무니)
- 셜록 (KBS) - 허드슨 부인 (우나 스텁스)
- 시험의 신 (투니버스) - 할머니 / 나카노
- 어글리 베티 (KBS) - 크리스티나 (애쉴리 젠슨)
- 엠파이어(KBS) - 아티아(올라 브래디)
- 위기의 주부들 (KBS) - 펠리시아 틸먼 (해리엇 샌섬 해리스) / 캐서린 메이페어(데이나 딜레이니)
- 종착역 (MBC) - 린즈화 (조취분)
- 천재소년 두기 (KBS) - 캐서린 (벨린다 몽고메리)
- 커맨더 인 치프(KBS) - 매켄지 앨런 (지나 데이비스)
- 트윈 픽스 (KBS) - 로라 팔머 / 매델레인 퍼거슨 (셰릴 리)
- 판관 포청천 (KBS) - 오옥정
- 한나의 선택 (KBS) - 한나
- V (KBS) - 줄리엣 박사 (페이 그랜트)

#### 영화
- 4차원의 포로 (SBS) - 앨리슨(낸시 알렌)
- 7월 4일생 (KBS) - 엄마(캐롤라인 카바)
- 가위손 (MBC) - 페그 (다이앤 위스트)
- 가을의 전설 (KBS) - 이자벨 러들로(크리스티나 피클스) / 이자벨의 어머니(탄투 카디널)
- 개구쟁이 데니스 2 (SBS) - 데니스 (저스틴 쿠퍼)
- 고스포드 파크 (MBC) - 실비아 (크리스틴 스콧 토머스)
- 굿바이 레닌 (KBS) - 엄마(카트린 사스)
- 그 남자는 거기 없었다 (KBS) - 도리스 크레인 (프랜시스 맥도먼드)
- 글로리아 (SBS) - 니키 (장뤼크 피가로아)
- 나바론 2 (KBS) - 마릿 (바바라 바흐)
- 내 사랑 컬리 수 (KBS) - 그레이 (켈리 린치)
- 내겐 너무 예쁜 당신 (SBS) - 콜레트(캐롤 부케)
- 뉴욕, 아이 러브 유 (KBS) - 이사벨(줄리 크리스티) / 안나(로빈 라이트 펜)
- 다이 하드 (SBS) - 홀리 매클레인 (보니 베델리아)
  - 다이 하드 2 (SBS) - 홀리 매클레인 (보니 베델리아)
- 다이하드 3 (KBS) - 코니 코왈스키(콜린 캠프) / 레이먼드(알디스 호지)
- 단테스 피크 (SBS) - 레이철 완도 (린다 해밀턴)
- 더 바디 (SBS) - 샤론 (올리비아 윌리엄스)
- 라스트 액션 히어로(SBS) - 대니 매디건(오스틴 오브라이언)
- 로미오와 줄리엣(1997년 더빙판)(KBS) - 로미오의 엄마(나타샤 페리)
- 리오 그란데 (KBS) - 커비 부인(모린 오하라)
- 마빈의 방 (KBS) - 베시(다이앤 키튼)
- 마이너리티 리포트 (SBS) - 라라(캐스린 모리스)
- 마지막 보이스카웃 (SBS) - 세라 (첼시 필드)
- 마지막 황제 (KBS) - 문수 (오군매)
- 맘마미아 (KBS) - 도나 (메릴 스트립)
- 매치스틱 맨 (SBS) - 케시 (셰일라 켈리)
- 뮤직 오브 하트 (KBS) - 재닛 (앤절라 바셋)
- 미믹 (KBS) - 수잔 테일러 (미라 소르비노)
- 미션 임파서블 (SBS) - 클레어 (에마뉘엘 베아르)
- 미스 에이전트 2 (SBS) - 캐럴 필즈 (에일린 브레넌)
- 미트 페어런츠 (KBS) - 린다 (필리스 조지)
- 베토벤 2 (KBS) - 앨리스 뉴턴 (보니 헌트)
- 벤허 (KBS) - 벤허의 엄마(알렉스 킹스턴)
- 북경의 55일 (SBS) - 나타샤 (에바 가드너)
- 블라인드 가이 (KBS) - 대니의 엄마(디 매칼루소)
- 사랑의 굴레(영어판) (SBS) - 멜라니
- 사랑의 경주(KBS) - 라일라(에린 그레이) / 시프티(로비 스틸)
- 사랑의 마라톤 300마일(KBS) - 로사(줄리 카르멘)
- 사랑의 이중주 (KBS) - 베스 (캐슬린 퀸런)
- 사랑할 때 버려야 할 아까운 것들 (KBS, SBS) - 에리카(다이앤 키턴)
- 사망유희 (SBS) - 앤 (콜린 캠프)
- 사보타지 (SBS) - 캐슬
- 사이렌스 (SBS) - 로즈 린지 (파멜라 레이브)
- 살인 표적 (SBS) - 진 (로라 존슨)
- 세 남자와 아기 바구니 : 18년 후 (SBS) - 실비아 (필리피네 르로이뵈유)
- 세상의 모든 계절 (KBS) - 제리 (러스 신)
- 세컨드 와이프 (SBS) - 샌티나 고모 (제시카 오리에마)
- 센스 앤 센서빌리티(KBS) - 대시우드 부인(젬마 존스)
- 솔드 아웃 (SBS) - 제이미 (제이크 로이드)
- 숀 코너리의 함정 (KBS) - 로리 (케이트 캡쇼)
- 슈퍼맨 [1985년 더빙판] (KBS)
- 슈퍼맨 4 (KBS)
- 스몰 솔저 (KBS)
- 스타쉽 트루퍼스 (SBS)
- 스톰 셀 (KBS) - 에이프릴 (미미 로저스)
- 스트레이트 스토리 (KBS) - 로즈 (시시 스파이섹)
- 스티븐 킹의 토미노커스 (KBS) - 바비 (마크 할렌버거)
- 스팅 (KBS)
- 스파이 키드 3D: 게임 오버 (SBS) - 주니 코테즈 (다릴 사바라)
- 스페이스 카우보이 (KBS) - 바바라 (바바라 바브콕)
- 스피시즈 (MBC) - 로라 (마그 헬겐버거)
- 시간 여행자의 아내 (KBS) - 루실 애브셔 (피오나 레이드)
- 시네마 천국 (SBS) - 어린 토토 (살바토레 카스치오) / 중년 엘레나(브리지트 포세)
- 신 정무문 2 (SBS) - 우피의 고모(소방방)
- 아름다운 세상을 위하여 (SBS) - 트레버 매킨니 (헤일리 조엘 오스먼트)
- 아임 낫 스케어드 (SBS) - 필리포 (마티아 디 피에로)
- 아저씨 우리 결혼할까요? (SBS) - 유선생(차완완) / 요요의 엄마(조여밍)
- 아바타(디즈니플러스) - 그레이스 박사 (시고니 위버)
- 애나 앤드 킹 (SBS)
- 어느 날 밤에 생긴 일 (KBS) - 엘리(클로데트 콜베르)
- 어둠속의 댄서 (KBS) - 셀마 (비외르크)
- 어바웃 어 보이 (MBC) - 피오나 (토니 콜렛)
- 언터처블: 1%의 우정 (KBS) - 욘 비서실장 (안느 르 나이)
- 에린 브로코비치 (KBS) - 도나(마그 헬겐버거) / 메튜(스코티 레븐워스)
- 엑스페리먼트 - 그림 박사(안드레아 사와츠키)
- 엑소시스트 (SBS) - 크리스 맥닐 (엘런 버스틴)
- 엘로이즈 크리스마스 대소동 (EBS) - 내니 (줄리 앤드류스)
- 여자의 용기 (SBS) - 그레이스
- 예수라 불리는 아이 (SBS) - 예수(마데오 벨리나)
- 오만과 편견 (KBS) - 베넷 부인 (브렌다 블레신)
- 오멘, 최후의 심판 (SBS) - 케이트 (리사 해로)
- 옥시즌 (KBS) - 매들린 (모라 티어니)
- 올리버 트위스트 (SBS) - 아트풀 도저 (해리 이든)
- 왓 라이즈 비니스 (SBS) - 조디 (다이애나 스카위드)
- 우리들의 좋은 형사 (KBS) - 리타 루이스(러네이 루소)
- 위대한 산티니 (KBS) - 릴리안 미첨 (블라이드 대너)
- 유브 갓 메일(KBS) - 캐슬린의 가게주인(진 스테이플턴)
- 의혹 (KBS) - 바바라 (보니 베델리아)
- 인디아나 존스: 잃어버린 성궤를 찾아서 (KBS) - 매리언 (캐런 앨런)
- 인생 (KBS) - 잉그리드
- 이중 노출(KBS) - 베벌리 킬마틴(헬렌 헌트) / 베벌리의 엄마(앤 메라) / 코리나(린제이 J. 우린)
- 일요일의 아이들 (KBS) - 뷔 어머니 (레나 엔드리)
- 자유로운 세계 (KBS) - 캐시 (매기 러셀)
- 작은 아씨들(KBS) - 엄마(수잔 서랜든)
- 잭 프로스트 (SBS) - 개비(켈리 프레스턴)
- 잰디의 신부 (KBS) - 한나(리브 울만)
- 제네비에브 (KBS) - 로잘린(케이 켄달)
- 제니퍼 연쇄 살인사건 (MBC) - 마지 로스 (케시 베이커)
- 제리 맥과이어 (KBS) - 로럴 (보니 헌트)
- 주니어 (KBS) - 레딘 박사 (엠마 톰슨)
- 중년의 함정 (MBC) - 베티(메러디스 백스터)
- 쥬만지 (SBS) - 세라 위틀 (보니 헌트) / 소년 앨런(아담 한 바이드)
- 진실의 두 얼굴 (SBS) - 미간 (샐리 필드)
- 징기스칸 (SBS) - 오울룬
- 찢어진 커튼 (KBS) - 세라 (줄리 앤드루스)
- 천국의 열쇠 (KBS) -  노라(페기 앤 가너/제인 벨) / 피스케 신부의 아내(앤 리비어) / 중국인의 아내(진석란)
- 초콜렛 (KBS) - 조지핀 (레나 올린)
- 초코 초코 대작전 - 바비할머니
- 카세일즈맨의 연애특강 (SBS) - 티나 (패멀라 리드)
- 컬러 오브 나이트(KBS)
- 코만도 - 제니(알리사 밀라노)
- 타인의 취향 (KBS) - 클라라 (앤 알바로)
- 터미네이터 (KBS, SBS) - 사라 코너 (린다 해밀턴)
  - 터미네이터 2 (KBS, SBS) - 사라 코너 (린다 해밀턴)
- 투 터프 가이즈 (SBS) - 아라미스 (로사 마리아 사르다)
- 툼 스톤 (KBS) - 조세핀 (데이나 딜레이니)
- 트랜스포머 (KBS) - 엄마 (줄리 화이트)
- 트랜스포머: 패자의 역습 (KBS) - 엄마 (줄리 화이트)
- 트루 라이즈 (KBS) - 주노 스키너 (티아 카레레)
- 트루 크라임 (SBS) - 바버라 에버렛 (다이앤 베노라)
- 트와이라잇 (MBC) - 캐서린 (수잔 서랜든)
- 파 프롬 홈 (KBS) - 엄마
- 파고 (MBC) - 마지 군더슨 (프랜시스 맥도먼드)
- 패트리어트: 늪 속의 여우 (SBS) - 네이선 마틴 (트레버 모건)
- 페이스 오프 (KBS) - 이브 아처 (조앤 앨런)
- 포이즌 아이비 (SBS)
- 프라이멀 피어 (KBS) - 몰리 애링턴(프란시스 맥도맨드)
- 프로젝트 님 (KBS) - 스테파니 라파지 / 르네 팔리츠
- 프리잭 (KBS) - 줄리 (러네이 루소)
- 프린세스 다이어리 (KBS) - 클리라스 여왕 (줄리 앤드루스)
- 프린세스 브라이드 (KBS) - 버터컵 (로빈 라이트)
- 해리포터와 마법사의 돌 (SBS) - 해리 포터 (대니얼 래드클리프)
  - 해리포터와 비밀의 방 (SBS) - 해리 포터 (대니얼 래드클리프)
- 호랑이와 눈 (KBS) - 비토리아 (니콜레타 브라스치)
- 7인의 독수리 (KBS) - 앨렌 (수잔나 요크)

## TV 광고
- 대우자동차 - 맵시나 하이디럭스 광고 (이광세와 공동 출연)

## 같이 보기
- 한국방송 성우극회